# Templerhaus (Wiesentheid)
Das Templerhaus (auch Templerhof, Amtskellerei, Adresse Marienplatz 7, früher Hausnummer 85) ist ein denkmalgeschütztes Gebäude am Wiesentheider Marienplatz im unterfränkischen Landkreis Kitzingen. Der Name verweist auf die Nutzung des Bauwerks als Verwaltungsgebäude des Deutschen Ordens.

## Geschichte
Bereits im 17. Jahrhundert war der Deutsche Orden in Wiesentheid begütert und übte die Grundherrschaft über einige Untertanen aus. Das Haus entstand wohl als Amtskellerei, um den Untertanen die Abgabe ihrer Verpflichtungen und Steuern zu ermöglichen. Dendrochronologische Untersuchungen datierten den Bau auf die Zeit um 1613. Unklar ist, ob der Ritterorden in Wiesentheid eine dauerhafte Dependance unterhielt. Die ältere Literatur zeichnet das Templerhaus als Treffpunkt gebildeter Männer.
Im 17. Jahrhundert begann Johann Otto von Dernbach seine Besitzungen in Wiesentheid zu arrondieren. In der Folge verkauften auch die Deutschritter ihre Güter und die drei Untertanen an den Grafen. 1680 unterzeichnete der Hochmeister Johann Caspar von Ampringen den Kaufvertrag, der auch das Templerhaus umfasste. Über den Grafen Dernbach und seine Ehefrau gelangte das Anwesen im 18. Jahrhundert an die Grafen von Schönborn. Erst 1708 wurde das Templerhaus an Privatpersonen veräußert. 
Der erste Kaufinteressierte, Hans Beck, war nicht in der Lage, den Kauf zu bezahlen, sodass Hans Junker den Bau für 250 Gulden erwarb. In der Folgezeit hatten Georg Seitz und Hans Wehner den Templerhof inne. In der Folgezeit wurde das Grundstück zwischen Franz König und Adam Sickenberg aufgeteilt. Der eigentliche Hof blieb in Händen der Familie Sickenberg. 1841 verkaufte Friedrich Sickenberg das Haus für 2650 Gulden an die Ortsarmenstiftung von Wiesentheid.
In den darauffolgenden Jahren wurde das Haus nach Plänen von Georg Rehäuser zum Armen- und Krankenhaus umgebaut. Zeitweise war hier auch das Feuerwehrhaus untergebracht. Über die Stiftung gelangte das Anwesen schließlich an die Gemeinde, die es 1968 an Max Hulwa veräußerte. Seit etwa 2005 ist das Haus in Händen Hans-Peter Oellers. In den 2010er Jahren wurde der Templerhof einer umfassenden Renovierung unterzogen. In dieser Zeit nahm man auch restauratorische Untersuchungen vor.

## Beschreibung
Das Templerhaus wird vom Bayerischen Landesamt für Denkmalpflege als Baudenkmal geführt. Es ist außerdem Teil des ebenfalls denkmalgeschützten Ensembles Marienplatz, das von seinem Giebel überragt wird. Der Hof präsentiert sich als zweigeschossiger Satteldachbau der Renaissancezeit. Besonders bemerkenswert sind die beiden geschwungenen Giebel, die noch in den 1950er Jahren mit reichem Zierrat wie einer Jakobsmuschel als Bekrönung ausgestattet waren. Das Obergeschoss des Baus ist aus Fachwerk gearbeitet, das Geschoss kragt leicht hervor. Im Inneren waren ursprünglich Stuckdecken angebracht.